# Bastien Escamilla
Pas d'image ? Cliquez ici

a Compétitions nationales et continentales officielles uniquement.

b Matchs officiels uniquement.
Bastien Escamilla, né le 26 mars 1993 à Carcassonne, est un joueur de rugby à XIII français évoluant au poste de deuxième ligne. Venu de Marseillette XIII, il rejoint ensuite la MJC XIII.  
En 2012 il intègre l'effectif première de L'ASC XIII avec lequel il remporte la Coupe de France 2017. 
En 2016 -2017 il devient le capitaine de cette équipe.

## Biographie
Son père, Régis Escamilla, a évolué sous les couleurs de Carcassonne dans les années 1980.
Lors de la finale victorieuse de la Coupe de France 2019 avec Carcassonne où il y est capitaine, il se blesse gravement au genou avec une rupture des ligaments croisés l'éloignant des terrains de nombreux mois. Son cousin, Alexis Escamilla, est également joueur de rugby à XIII.

## Palmarès
- Collectif :
  - Vainqueur de la Coupe d'Europe : 2018 ( France)
  - Vainqueur du Championnat de France : 2022 et 2024 (Carcassonne).
  - Vainqueur de la Coupe de France : 2017, 2019 et 2023 (Carcassonne).
  - Finaliste du Championnat de France : 2015, 2016, 2019[2] et 2023 (Carcassonne).

### Détails en sélection
| 1. | 7 octobre 2018  | Serbie         | 54-2  | Amical         | Deuxième ligne | 0 | 0 | 0 | 0 |
| 2. | 17 octobre 2018 | Angleterre     | 6-44  | Amical         | Remplaçant     | 0 | 0 | 0 | 0 |
| 3. | 27 octobre 2018 | pays de Galles | 54-18 | Coupe d'Europe | Remplaçant     | 0 | 0 | 0 | 0 |

#### En club
| Saison    | Club        | Compétition           | Matchs | Points | Essais | Goals | Drops |
| --------- | ----------- | --------------------- | ------ | ------ | ------ | ----- | ----- |
| 2011-2012 | Carcassonne | Championnat de France | 2      | -      | -      | -     | -     |
| 2012-2013 | Carcassonne | Championnat de France | 4      | 6      | 1      | 1     | -     |
| 2013-2014 | Carcassonne | Championnat de France | 6      | 4      | 1      | -     | -     |
| 2014-2015 | Carcassonne | Championnat de France | 23     | -      | -      | -     | -     |
| 2015-2016 | Carcassonne | Championnat de France | 24     | 24     | 6      | -     | -     |
| 2016-2017 | Carcassonne | Championnat de France | 19     | 28     | 7      | -     | -     |
| 2017-2018 | Carcassonne | Championnat de France | 18     | 24     | 6      | -     | -     |
| 2018-2019 | Carcassonne | Championnat de France | 18     | 16     | 4      | -     | -     |
| 2019-2020 | Carcassonne | Championnat de France | 2      | -      | -      | -     | -     |
| 2020-2021 | Carcassonne | Championnat de France | 5      | -      | -      | -     | -     |